# Khử tà diệt ma
Khử tà diệt ma phần 1 (tiếng Trung: 我和殭屍有個約會, tiếng Anh: My Date with a Vampire) là một bộ phim truyền hình Hồng Kông do Đài truyền hình ATV HongKong sản xuất và phát hành vào năm 1998 nằm trong loạt phim truyền hình Khử tà diệt ma gồm 3 phần (1998, 2000, 2004). Bộ phim được đặc biệt sản xuất để tưởng nhớ cố diễn viên Lâm Chánh Anh (ông hoàng của dòng phim cương thi), ông qua đời năm 1997 do Ung thư gan.

## Diễn viên
- Doãn Thiên Chiếu vai Phương Quốc Hoa / Phương Thiên Hữu
- Vạn Ỷ Văn vai Mã Đan Na / Mã Tiểu Linh
- Dương Cung Như vai Sơn Bổn Tuyết / Vương Trân Trân
- Trần Khải Thái vai Sơn Bổn Nhất Phu / Sơn Bổn Võ
- Trương Quốc Quyền (Cheung Kwok-Kuen) vai Phương Phục Sanh
- Huỳnh Thụ Đường vai Hà Ứng Cầu
- Trương Văn Từ vai Sơn Bổn Vị Lai
- Ngô Đình Diệp vai Đường Bổn Chân Ngũ / Ken
- Khương Hạo Văn vai Cao Bảo
- Đỗ Vấn Trạch vai Kim Chính Trung / Hứa Tiên
- Mạch Cảnh Đình (Mak King-Ting) vai Bạch Tố Trinh (Bạch Xà)
- Huỳnh Mỹ Phàm (Wong Mei-Fan) vai Bạch Tiểu Thanh (Thanh Xà)
- Tiển Hạo Anh vai Khổng tước Đại sư
- Nhậm Đạt Hoa vai Tướng thần